# Herbert Lange

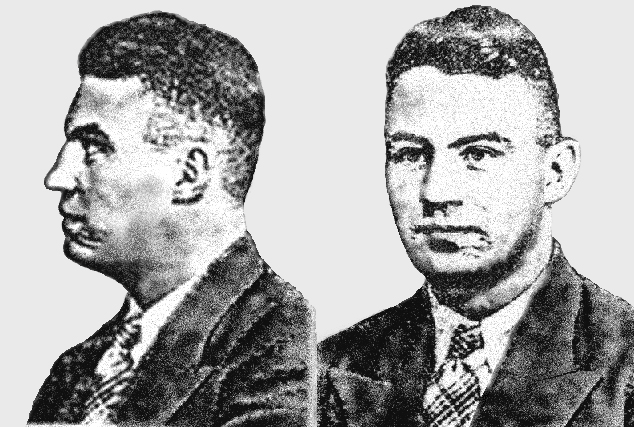
Herbert Lange, erster Kommandant von Kulmhof, Bild vor 1939

Herbert Lange (* 29. September 1909 in Menzlin, Vorpommern; † 20. April 1945 bei Bernau) war ein deutscher SS-Führer, der als Gestapoangehöriger, Einsatzgruppenleiter und Kommandant des Vernichtungslagers Kulmhof an vielen Verbrechen des NS-Regimes beteiligt war.

## Leben
Lange, der Sohn eines Schmiedemeisters, wuchs nach dem Umzug der Familie aus Menzlin in Stralsund, Mönchstraße 38, auf, wo er mehrere jüdische Nachbarn hatte, die später im Holocaust umkamen. Er besuchte die Oberrealschule vor der Marienkirche und studierte ab 1930 Rechtswissenschaft an der  Preußischen Universität zu Greifswald. Im Sommersemester 1930 wurde er Mitglied der Greifswalder Burschenschaft Rugia. Er beendete nach zwei Jahren das Studium ohne Examen. Zum 1. Mai 1932 trat er der NSDAP bei (Mitgliedsnummer 1.159.583). Kurz darauf wurde er Mitglied der SA.
Im Zuge der „Machtergreifung“ wechselte er 1933 zur Schutzstaffel (SS-Nummer 93.501). Er trat gleichzeitig in den Polizeidienst ein mit dem Rang Kriminalkommissar. Ab 1934 war er bei der Gestapo Stettin tätig und wechselte im Jahr darauf zur Gestapo Aachen.
1938 wurde Lange zum SS-Untersturmführer befördert, 1941 zum SS-Hauptsturmführer und 1944 zum Sturmbannführer.

## Personenbeschreibung

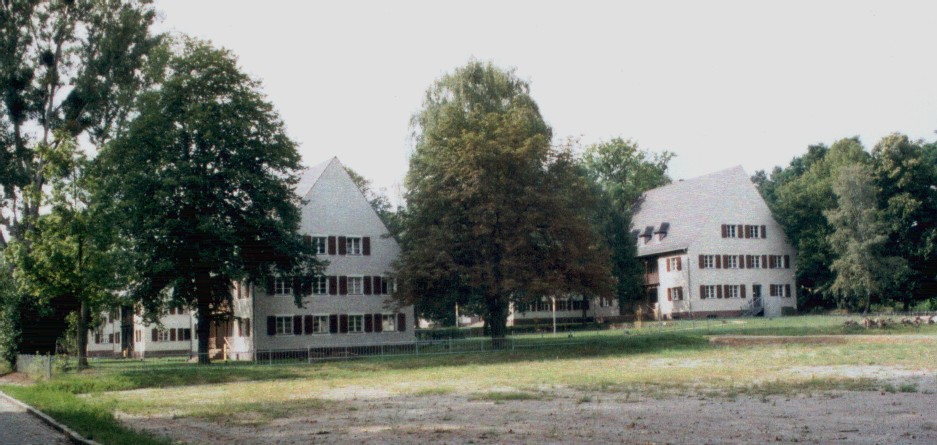
Langes Frau und Kinder wohnten lange in Stralsund und 1945 auf dem Gelände des Konzentrationslagers Ravensbrück

Christabel Bielenberg (1909–2003) wurde am 4. Januar 1945 von Kriminalrat Herbert Lange in der Prinz-Albrecht-Straße verhört. 1968 schrieb sie darüber:

„Nun konnte ich ihn erkennen. Es war nicht mehr nur eine körperlose Fistelstimme, sondern ein kleiner, untersetzter, noch jüngerer Mann mit einem birnenförmigen Kopf. Er hatte dunkles, schütteres Haar über einer hohen schmalen Stirn, rundliche Backen und einen kleinen Mund mit wulstigen Lippen. Er war gewiß keine Schönheit, aber es war der Ausdruck seiner Augen, der ihn so grauenerregend machte. Sie lagen nahe beieinander, waren sehr klein, sehr blau, sehr kalt und starrten mich intensiv und wachsam an.“

## Einsatzgruppe VI in Polen
Im September 1939 wurde Lange von der Staatspolizeistelle Aachen nach Polen abgeordnet zur Einsatzgruppe VI, für die er den Gruppenstab Stapo in Posen leitete. Am 10. Oktober 1939 eröffnete Lange hier für die Einsatzgruppe VI im Fort VII in Posen (Fort Colomb) ein Gestapogefängnis unter der Bezeichnung 'Konzentrationslager Posen', das er bis zum 16. Oktober leitete. Als am 20. November 1939 alle Einsatzgruppen und -kommandos aufgelöst wurden, kam Lange zum Stab des Inspekteurs der Sicherheitspolizei und des SD Posen, SS-Standartenführer Ernst Damzog, dem er bis zum Frühjahr 1942 unterstellt blieb.

## Sonderkommando Lange
Noch im Jahr 1939 wurde Lange Leiter des nach ihm benannten Sonderkommandos. Spätestens ab Anfang 1940 bis mindestens Sommer 1940, wahrscheinlich jedoch bis Sommer 1941, war er beschäftigt mit der sogenannten Räumung von Heilanstalten (Psychiatrische Kliniken) im Warthegau, im annektierten Südpreußen, in Ostpreußen und im Regierungsbezirk Zichenau. Die Kranken wurden von seinem Kommando in Gaswagen ermordet.
Das Sonderkommando Lange war, bei einer erheblichen Dunkelziffer, verantwortlich für die Ermordung von mindestens 6.219 polnischen und deutschen Patienten:
- Psychiatrische Anstalt Tiegenhof (Dziekanka) bei Gnesen 1.201
- Pflegeanstalt Kosten/Warthegau über 1000 Deutsche und über 600 Polen
- Psychiatrische Anstalt Kochanówka bei Litzmannstadt 692
- Altersheim Schrimm 126
- Psychiatrische Anstalt Warta (Landkreis Schieratz) 792
- Durchgangs- und Konzentrationslager Soldau 1.558 Deutsche aus ostpreußischen Provinzialanstalten und mindestens 250 Polen aus dem angegliederten Gebiet Zichenau

Auf Bitten der Wehrmacht befahl Himmler am 4. Oktober 1941, das Sonderkommando Lange mit Flugzeug nach Nowgorod zu holen, um dort die Insassen dreier Anstalten für psychiatrische Patienten umzubringen. Die Räumlichkeiten wurden für die Unterbringung von Truppen benötigt.

## SS-Sonderkommando Chelmno
Ab Dezember 1941 schließlich leitete Lange als erster Kommandant das Vernichtungslager Chełmno (Kulmhof) und war dort für die Ermordung zehntausender Juden, Roma und Sinti verantwortlich. Er wurde im März 1942 durch den zweiten Kommandanten des Lagers Chełmno, Hans Bothmann (1911–1946), abgelöst, den er anschließend noch fünf Wochen einarbeitete.

## Reichssicherheitshauptamt
Danach war Lange im Reichskriminalpolizeiamt unter Arthur Nebe im Berliner Reichssicherheitshauptamt tätig. Er verfolgte die Mitglieder des Solf-Kreises, in den er 1943 den Spitzel Paul Reckzeh einschleusen konnte. 1943 war er stellvertretender Referatsleiter IV E 3 (Abwehr West – Frankreich, Schweiz, Belgien). Die Verhöre von Carl Langbehn und Marie-Louise Sarre lagen noch vor dem Juli 1944, als er als Kriminalrat mit der Leitung der Kommission „Lange“ zur Verfolgung der Attentäter des 20. Juli 1944 betraut wurde, auch Walter Huppenkothen war in dieser Kommission. In dieser Funktion traf Bielenberg auf ihn.
Herbert Lange starb angeblich als SS-Sturmbannführer am 20. April 1945 bei Bernau während der Schlacht um Berlin.